# Villar del Pozo
Villar del Pozo település Spanyolországban, Ciudad Real tartományban. Villar del Pozo Ballesteros de Calatrava községgel határos. Lakosainak száma 47 fő (2024).

## Népesség
A település népessége az elmúlt években az alábbi módon változott:
| Lakosok száma | 103  | 117  | 110  | 108  | 98   | 89   | 93   | 75   | 56   | 47   |
|               | 2001 | 2004 | 2006 | 2009 | 2011 | 2014 | 2016 | 2019 | 2021 | 2024 |